# North Hempstead
North Hempstead è un comune degli Stati Uniti, nella Contea di Nassau, nello Stato di New York. Fa parte dell'area metropolitana di New York.

## Geografia
Situata nella parte nord-occidentale dell'isola di Long Island, North Hempstead confina con la contea di Queens ad ovest, ed occupa un settore che affaccia sul Long Island Sound e confina ad est con Oyster Bay e a sud con Hempstead.

## Località
Il comune di North Hempstead è formato dalle seguenti località:

### Village
- Baxter Estates
- East Hills, in parte nel territorio di Oyster Bay
- East Williston
- Floral Park, in parte nel territorio di Hempstead
- Flower Hill
- Great Neck
- Great Neck Estates
- Great Neck Plaza
- Kensington
- Kings Point
- Lake Success
- Manorhaven
- Mineola, in parte nel territorio di Hempstead
- Munsey Park
- New Hyde Park, in parte nel territorio di Hempstead
- North Hills
- Old Westbury, in parte nel territorio di Oyster Bay
- Plandome
- Plandome Heights
- Plandome Manor
- Port Washington North
- Roslyn
- Roslyn Estates
- Roslyn Harbor, in parte nel territorio di Oyster Bay
- Russell Gardens
- Saddle Rock
- Sands Point
- Thomaston
- Westbury
- Williston Park

### Hamlet
- Albertson
- Carle Place
- Garden City Park
- Glenwood Landing, in parte nel territorio di Oyster Bay
- Great Neck Gardens
- Greenvale, in parte nel territorio di Oyster Bay
- Harbor Hills
- Herricks
- Lakeville Estates
- Manhasset
- Manhasset Hills
- New Cassel
- New Hyde Park
- North New Hyde Park
- Port Washington
- Roslyn Heights
- Saddle Rock Estates
- Searingtown
- University Gardens

### Altre
- Great Neck
- Hempstead Harbor
- Lake Success
- Little Neck Bay
- Manhasset Bay
- Manhasset Neck
- United States Merchant Marine Academy